# Musetrappe
|  | Sammenskrivningsforslag Artiklen Musetrappe er foreslået føjet ind i Julepynt. (Siden december 2019) Diskutér forslaget |

En musetrappe er en slags guirlande af to papirstrimler, der benyttes som julepynt. De er kendt fra slutningen af 1800-tallet.